# David Lynn

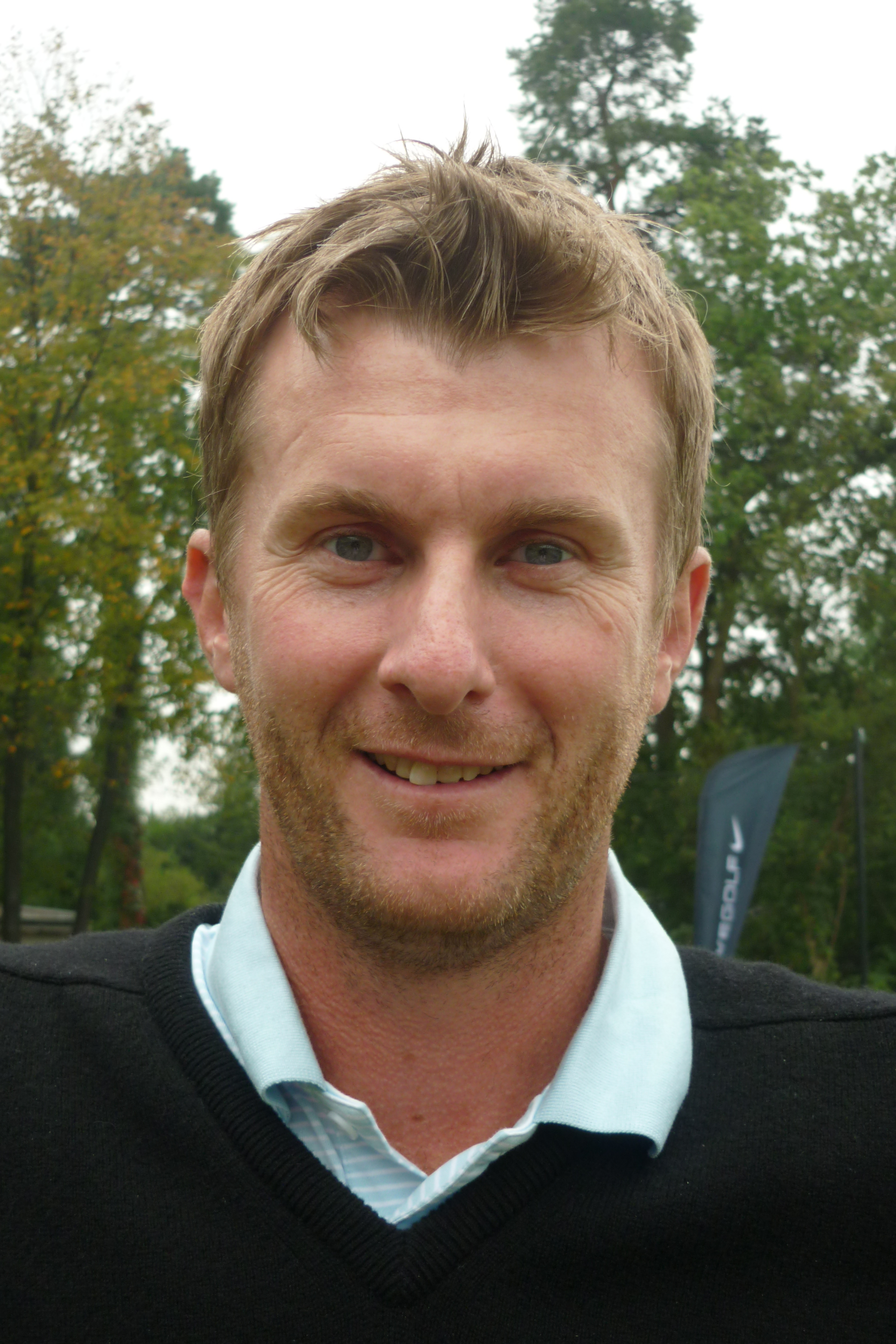
KLM Open 2010.

David Anthony Lynn (Billinge, Merseyside, 20 oktober 1973) is een Engelse golfprofessional. Hij won in 2004 het KLM Open op de Hilversumsche Golf Club.

## Amateur
In 1994 won Lynn het Grieks Amateur Kampioenschap met een voorsprong van acht slagen op David Howell. Het jaar daarop werd hij professional.

## Professional
Zijn professionele loopbaan begon met de Challenge Tour. Hij won in Denemarken in 1997. Zeven jaar later won hij op de Europese Tour het KLM Open in Nederland. 
De grote ommekeer kwam in 2012. Het was Lynn nooit gelukt om in de top-100 te komen van de wereldranglijst, maar in 2012 stond hij op de 98ste plaats en mocht hij meedoen aan het US PGA Championship. Hij had nog nooit in de Verenigde Staten gespeeld. Hij nam twee weken vrij, uit angst om weer buiten de top-100 te komen, ging daarna twee weken oefenen en eindigde op The Ocean Course op Kiawah op de 2de plaats achter Rory McIlroy. Hij steeg naar de 40ste plaats van de wereldranglijst en kreeg uitnodigingen voor de Masters in 2013 en de volgende editie van dit toernooi.

In 2013 won hij de Portugal Masters. Na ronde 1 en 2 stond hij aan de leiding, na ronde 3 was hij weggezakt waarna hij aan de laatste ronde begon met een achterstand van zes slagen. Zijn laatste ronde maakte hij een score van 63 en won met 1 slag voorsprong.
Bijgeloof
Lynn gebruikt altijd een Wedgwood marker. Toen hij in 2004 het KLM Open won, was hij die kwijt en gebruikte hij een Engelse shilling uit 1891, die hij ooit van zijn vader had gekregen. Voor aanvang van de laatste ronde van het PGA Kampioenschap in Kiawah was hij weer zijn Wedgewood marker kwijt. Het bracht hem weer geluk.

#### Gewonnen
Challenge Tour
- 1997: Deens Open

Europese Tour
- 2004: KLM Open op de Hilversumsche Golf Club
- 2013: Portugal Masters